# Jayant Vishnu Narlikar
Jayant Vishnu Narlikar (Marathi: डॉ. जयंत विष्णू नारळीकर) (Kolhapur, 19 luglio 1938 – Pune, 20 maggio 2025) è stato un astrofisico, divulgatore scientifico e scrittore indiano, considerato il principale esperto e l'unico propugnatore accademico di rilievo della storica teoria cosmologica dello stato stazionario, in opposizione al Big Bang e al modello standard della cosmologia dopo gli anni 2000.

## Biografia
Il suo lavoro sulla teoria della gravità conformale con Fred Hoyle, chiamata teoria Hoyle-Narlikar, dimostrò la sintesi che può essere raggiunta fra la teoria della relatività di Albert Einstein e il principio di Mach. Fu premiato per il suo lavoro con la Padma Vibhushan, il secondo più alto onore civile indiano.
Narlikar fu anche il direttore fondatore dell'Inter-University Centre for Astronomy and Astrophysics (IUCAA) a Pune in India.
Nel 1966, a 28 anni, fu anche tra i fondatori dell'Institute of Theoretical Astronomy di Cambridge.
Attivo divulgatore scientifico, pubblicò numerosi articoli su periodici e tenne diverse conferenze a tal fine; pubblicò, inoltre, racconti di fantascienza in lingua hindi, marathi ed inglese.

## Pubblicazioni

### Libri
- Current Issues in Cosmology, 2006
- A Different Approach to Cosmology: From a Static Universe through the Big Bang towards Reality, 2005
- Fred Hoyle's Universe, 2003
- Scientific Edge: The Indian Scientist from Vedic to Modern Times, 2003
- An Introduction to Cosmology, 2002
- Quasars and Active Galactic Nuclei: An Introduction, 1999
- From Black Clouds to Black Holes, 1996
- Seven Wonders of the Cosmos, 1995
- Philosophy of Science: Perspectives from Natural and Social Sciences, 1992
- Highlights in Gravitation and Cosmology, 1989
- The Lighter Side of Gravity, 1982
- The Structure of the Universe, 1977

### Fantascienza
In inglese:
- The Return of Vaman, 1990
- The Adventure

In marathi:
- Yakshachi Dengi (यक्षाची देणगी)
- Preshit (प्रेषित)
- Virus (वायरस)
- Vaman Parat Na Ala (वामन परत न आला)
- Abhayaranya